# Syndflod
En syndflod er en mytisk oversvømmelse, der udsletter store dele af jordens befolkning, enten lokalt eller globalt. En syndflod ses ofte som guders straf for menneskers forbrydelser, som det for eksempel berettes i Det Gamle Testamentes fortælling om Guds oversvømmelse af verden for at straffe menneskeheden for dens synder mod Guds love. Udtrykket benyttes også i overført betydning om store oversvømmelser som følge af uvejr, eller uoverskueligt store mængder, for eksempel "han tilstod sin brøde i en syndflod af ord."
Myter og legender om apokalyptiske oversvømmelser kendes inden for mange kulturer og religioner verden over; en af de ældste sådanne fortællinger er beskrevet i Digtet om Gilgamesh fra Mesopotamien fra omkring år 2100 fvt.

## Syndfloden i Biblen
Biblens beretning om Syndfloden er beskrevet i Første Mosebog kapitlerne 6-8. Ifølge Biblens beretning fortrød Gud, at han havde skabt menneskene, hvorfor han besluttede at udrydde mennesker og alle dyr ved en oversvømmelse af hele Jorden, så selv de højeste bjerge blev dækket af vand. Noa fandt dog nåde for Gud, og Gud advarede Noa om den forestående oversvømmelse. Gud beordrede Noa til at bygge et skib, en ark, hvori han skulle medtage sin familie og ét par af alle levende væsner. Noa byggede herefter sit skib, og Gud lod det herefter regne i 40 dage. Vandet steg til "femten alen" over "de højeste bjerge", og alle "mennesker, kvæg, krybdyr og himlens fugle" udslettedes med undtagelse af dem, der var ombord på Noas ark.
Derefter lod Gud det storme, så vandstanden begyndte at falde, og fem måneder efter regnens begyndelse stødte arken på grund på "Ararats bjerg". Efter nogle uger dukkede de første bjergtoppe op, og Noa sendte først en ravn, senere en due ud for at se, om vandet var sunket. Over et år efter at regnen begyndte, forlod Noa (der på det tidspunkt var 601 år gammel), hans familie og dyrene arken, da jordens overflade var blevet tør.
Efter Syndfloden satte Gud en regnbue på himlen som tegn på sin nye pagt med "alt levende på jorden".
I nyere bibeloversættelser, er ordet "Syndfloden" erstattet med "Den store vandflod".

## Andre oversvømmelsesberetninger
Beretninger om en vandflod findes i mange kulturer.
Digtet om Gilgamesh beretter en lignende historie, hvor Utanapishtim skal bygge et skib, bjerge bliver oversvømmet, skibet støder på grund på bjerget Nimush og Utanapishtim sender først en due, så en svale og til sidst en ravn ud for at søge efter land.

## Videnskabelige forklaringer
Gilgamesh og Biblens syndflodsberetninger kan have rod i faktiske oversvømmelser i Mesopotamien.

### Sortehavsteorien
En videnskabelig teori, som særligt er bragt frem af William Ryan og Walter Pitman som forklaring på Syndflodsberetningerne centreres om Sortehavet: Efter sidste istid var Sortehavet og Middelhavet ikke forbundet og vandstanden i Sortehavet betydeligt lavere end i Middelhavet. Omkring 5500 f.Kr. brydes den naturlige dæmning ved Bosporusstrædet (som var en flod der løber ud i Sortehavet). Vand fra Middelhavet flyder ind i Sortehavet gennem hvad der må have været et gigantisk vandfald i området omkring det nuværende Istanbul.
Den deraf følgende vandstigning forårsager store oversvømmelser ved Sortehavets bredder, f.eks. hele det Asovske Hav bliver dannet.
Pitman og Ryan er også fremkommet med teorien om, at spredningen af landbruget i det tidlige Europa hænger sammen med at landbrugerne omkring Sortehavet flygtede fra oversvømmelsen.
En svaghed ved Sortehavsteorien er at der er lang tid mellem oversvømmelsen og nedskrivningen. Flere tusinde år.
Erindringen skal så have overlevet mange generationers mundtlige overleveringer.

### Stigende vandstand efter sidste istid
Med istidens (Weichsel-istiden) afslutning stiger vandstanden i havene.
Med vandstandsstigningen bliver nogle byer oversvømmet, f.eks. ved Cambay-bugten i Indien.
Disse oversvømmelser kan ikke nødvendigvis henføres til de nedskrevne syndflodshistorier, men istidsoversvømmelserne er rundt regnet dobbelt så gamle som sortehavsoversvømmelsen.